# Breakfast at Tiffany’s: Music from the Motion Picture
Breakfast at Tiffany’s: Music from the Motion Picture — саундтрек к фильму «Завтрак у Тиффани» 1961 года, написанный американским композитором и дирижёром Генри Манчини. В 1988 году альбом был выпущен на компакт-диске.

## Описание
Как пишет критик с портала AllMusic Стивен Кук, саундтрек «Завтрак у Тиффани» является одним из лучших альбомов Генри Манчини, представляя собой «приятное сочетание поп-музыки и свинга», которое звучит свежо на протяжении всего альбома и «демонстрирует солидные навыки Манчини в сочинительстве и аранжировке».
В 1962 году альбом получил премию «Оскар» за лучшую музыку к фильму, а выпущенная в качестве сингла песня «Moon River» была удостоена «Оскара» за лучшую песню к фильму. В том же году альбом достиг первой строчки поп-чарта Billboard 200 и в общей сложности оставался в чартах Billboard в течение 90 недель.
В 2005 году альбом был переработан и переиздан на BMG Japan, благодаря чему звук был доведён до «аудиофильских стандартов», и альбом стал звучать «ближе и более лично», проявившись «необычайно яркими текстурами».

## Список треков
Автор музыки — Генри Манчини, автор текста в «Moon River» и «Moon River Cha Cha» — Джонни Мерсер.
| №   | Название                   | Длительность |
| --- | -------------------------- | ------------ |
| 1.  | «Moon River»               | 2:46         |
| 2.  | «Something for Cat»        | 3:11         |
| 3.  | «Sally’s Tomato»           | 3:09         |
| 4.  | «Mr. Yunioshi»             | 2:32         |
| 5.  | «The Big Blow Out»         | 2:30         |
| 6.  | «Hub Caps and Tail Lights» | 2:33         |
| 7.  | «Breakfast at Tiffany’s»   | 2:49         |
| 8.  | «Latin Golightly»          | 3:00         |
| 9.  | «Holly»                    | 3:21         |
| 10. | «Loose Caboose»            | 3:11         |
| 11. | «The Big Heist»            | 9:10         |
| 12. | «Moon River Cha Cha»       | 2:35         |